# Cucina uzbeka

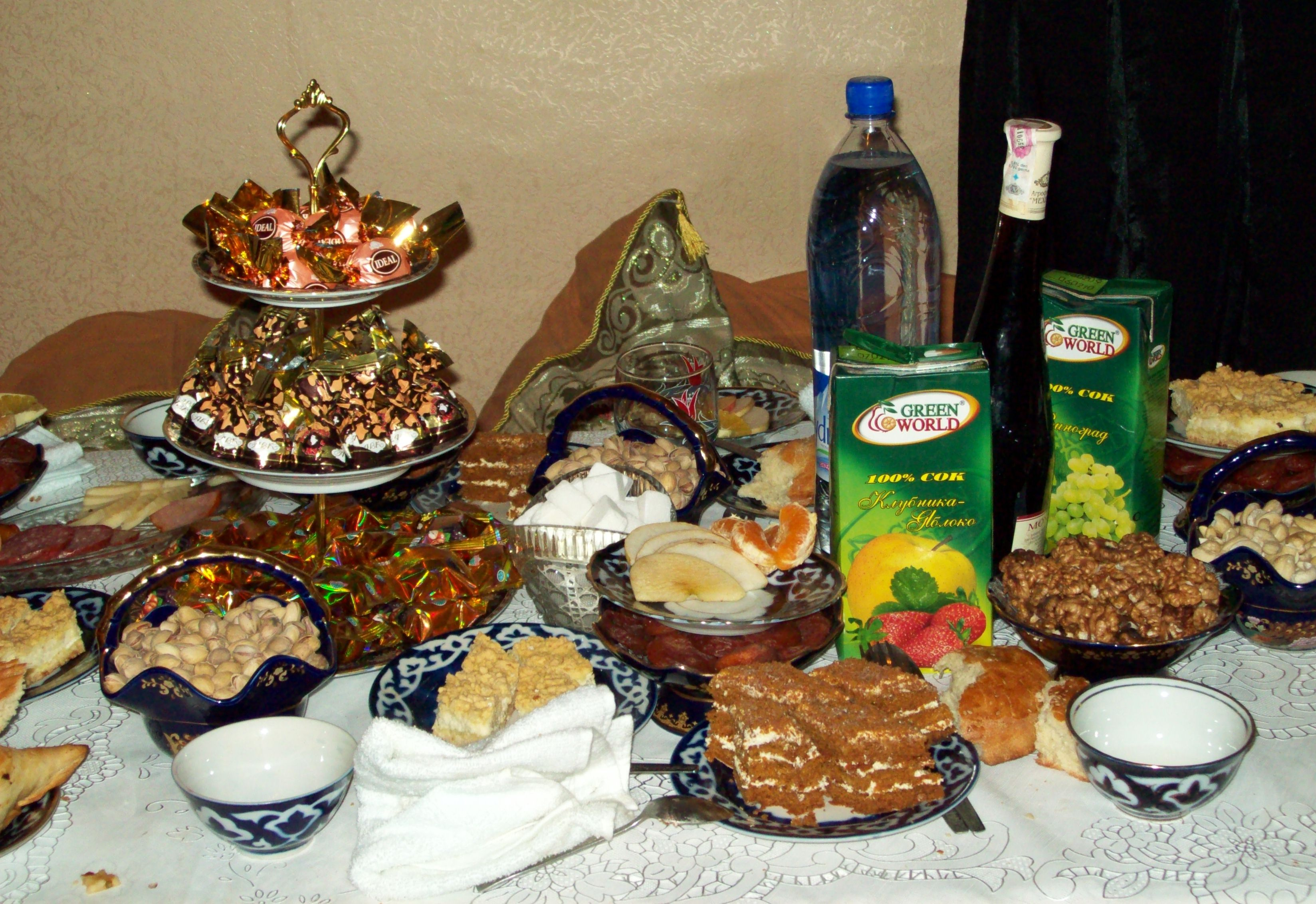
Tavola imbandita a Tashkent

La cucina uzbeka comprende le abitudini culinarie dell'Uzbekistan. Collocata all'interno della più ampia cucina dell'Asia centrale, essa si ispira in particolare alla cucina iraniana e a quella turca, distinguendosi per i suoi piatti sofisticati e variegati.

## Piatti principali
La cucina uzbeka si basa fondamentalmente su pane, pasta e carne di montone. I piatti vegetariani sono poco diffusi.

### Pasta e riso

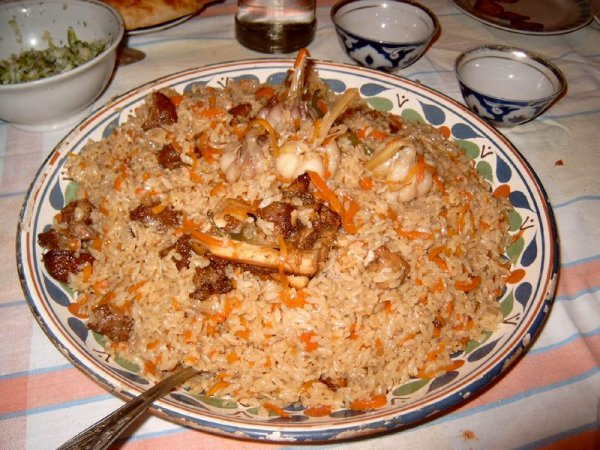
Plov

Il plov è sicuramente il piatto più iconico della cucina uzbeka. Secondo la leggenda, le sue origini risalirebbero ai tempi di Alessandro Magno, in quanto questi avrebbe ordinato ai suoi cuochi di preparare un piatto che fosse nutriente ma leggero allo stesso tempo per affrontare le campagne militari. In Uzbekistan ne sono presenti almeno un centinaio di varianti a seconda del tipo di riso e degli ingredienti aggiuntivi, come l'uva passa, le mele cotogne o la carne di montone. Gli uzbeki ritengono che il miglior plov si ottenga dalla cottura in ambienti esterni e rigorosamente fatta da soli uomini. Esso è un piatto consumato prevalentemente a pranzo. Solitamente si può accompagnare con un'insalata di pomodori, cipolle e pepe chiamata aččik-čučuk.
Tra i piatti di pasta ricordiamo i manty, dei fagottini di pasta ripieni di montone e cipolla tipicamente accompagnati da smetana e pel'meni, nonché i laghman, delle tagliatelle tirate a mano e servite in una zuppa densa di carne e verdure. I samsa sono invece delle pastelle ripiene di carne e verdure cotte in forni di argilla.
Il non è il classico pane uzbeko. Secondo la leggenda, nell'antichità esso era la moneta con cui venivano ripagati i minatori, e lo scienziato Avicenna lo consigliava assieme al plov per curare le malattie debilitanti. Esso è un pane basso ricoperto con semi di sesamo o di papavero cotto nei forni di argilla o nei tandyr. Tra le numerose varianti si citano l'obi-non, il patyr e il non della Corasmia, tipicamente più largo e più basso.

### Zuppe

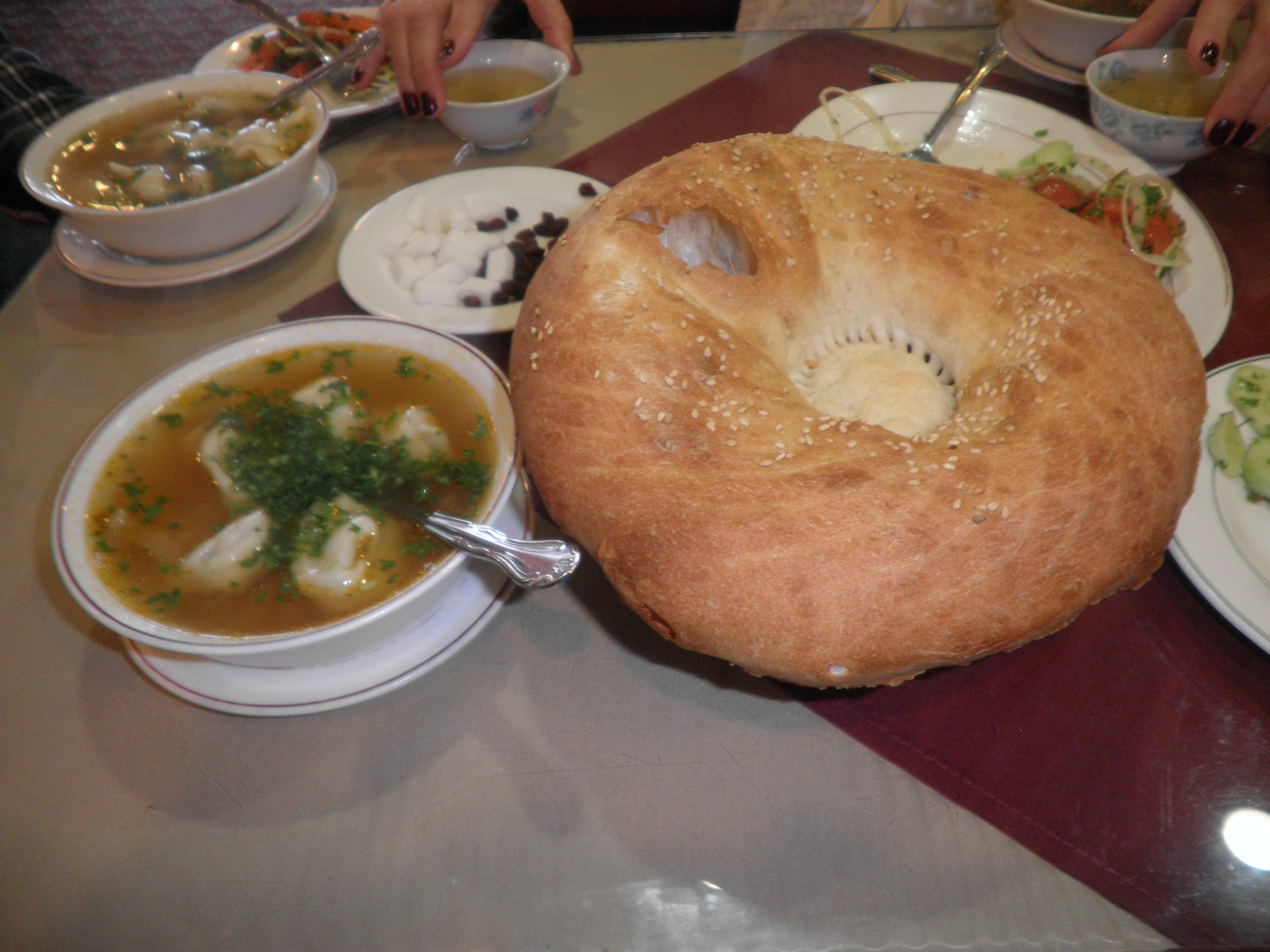
čučvara šurva e non serviti a tavola

La zuppa più diffusa in Uzbekistan è la šurva: ve ne sono diversi tipi, come la dymbul šurva fatta con mais, patate e peperoni ripieni, la nachot šurva con i ceci, e la čučvara šurva fatta con dei grossi ravioli di montone. Altre zuppe tipiche sono la mastava, a base di riso e verdure, e il mampar, a base di carne, uova fritte e noodle spezzettati.

### Carne
Uno dei piatti preferiti dagli uzbeki sono gli šašlyk, degli spiedini di kebab arrostiti sulla brace. La carne usata è tipicamente montone, ma vi possono essere delle variazioni come il jigar kabob (fegato) o tovuk kabob (pollo). La versione di Adana utilizza la carne macinata. Altri piatti di carne sono il dimlama, uno stufato di carne con verdure, il noryn, a base di carne di cavallo e noodles, e il kasy, un tipo di salsiccia di cavallo. il žarkop è invece uno stufato di agnello con semi di cumino, coriandolo e pane.

## Frutta
L'Uzbekistan presenta una buona varietà di frutta, come albicocche, meloni, pesche, prugne, mele, ciliegie, cachi, frutti di bosco, fichi e frutta secca.

## Bevande
La bevanda più diffusa in Uzbekistan è il tè. Nel paese sono presenti le čajchana, ovvero le classiche sale da tè dell'Asia centrale, che servono tè verde accompagnato da halva e dolci fatti con farina di grano. Altre bevande molto diffuse sono il kompot, prodotto da frutti di bosco locali, e il kvas, una bevanda dissetante prodotta dal pane e dal lievito. Tra le bevande a base di latte vi sono il kefir, il kaymak (una crema dolce) e l'ayran.
Per quanto l'Uzbekistan sia un paese islamico, l'alcol è ampiamente diffuso. La vodka è certamente l'impronta più importante che la dominazione russa abbia lasciato tra gli uzbeki. Durante le feste si è soliti bere champagne con caviale, e la leggenda ritiene che quella di Samarcanda sia stata la prima regione al mondo a produrre vino. La birra è ampiamente diffusa ed è solitamente consumata con kurut, degli snack derivati dal latte acido. Il kumis è invece una bevanda ottenuta dalla fermentazione del latte e moderatamente alcolica.

## Ospitalità
Gli uzbeki sono un popolo molto ospitale, tanto da riservare agli ospiti la cerimonia del dastarkhān, tipico di tutta l'Asia centrale, che consiste nel servire su una stuoia ogni vivanda. Il plov è certamente un piatto immancabile in questa occasione.

## La cucina uzbeka nel resto del mondo
I tatari di Crimea hanno adottato tra i loro piatti nazionali molte specialità della cucina uzbeka, come i samsa, i laghman e il plov. In Russia i ristoranti uzbeki sono ampiamente diffusi.